# Sofia Boutella
Sofia Boutella (Algír, 1982. április 3.–) algériai–francia színésznő, modell és táncos. Elsősorban a Nike hiphop és a street dance stílusú reklámkampányából ismert. Híresebb filmes szerepei a StreetDance 2. Évája, a Monsters – Sötét kontinens Arája és a Kingsman: A titkos szolgálat gyilkosnője, Gazelle. 2017-ben a A múmia című filmben alakította a címszereplőt, valamint az Atomszőke című filmben Delphine-t, a francia kémnőt.

## Fiatalkora
Sofia Boutella Algéria fővárosának Bab El Oued nevű elővárosában született. Édesapja elismert jazz zenész, édesanyja építész. Ötévesen kezdett klasszikus táncot tanulni, majd tízéves korában Franciaországba költözött. Itt ritmikus gimnasztikát tanult és tagja lett a francia olimpiai csapatnak is. A Berklee zeneakadémián diplomázott.

## Színészi pályafutása
A hiphop és street dance műfaja állt hozzá a legközelebb, 2006-ban a Vagabond Crew nevű formációval megnyerték a Battle of the Year táncos tehetségkutatót. 17 éves korában kezdett együtt dolgozni Blanca Li koreográfussal és számos filmes, TV-és megjelenése volt, de szerepelt reklámokban és koncertturnékon is.
2007-ben érkezett el az áttörés ideje, amikor a Nike sportszergyártó cég felkérte, hogy szerepeljen legújabb reklámfilmjében, Jamie King koreográfiájára. Ezt követően dolgozott együtt Madonnával és Rihannával is. Michael Jackson This Is It  turnéjára is jelentkezett, de annak ellenére, hogy felvételt nyert, nem tudott volna részt venni rajta, mert egybe esett az időpontja Madonna turnéjával. 2011-ben szerepelt Jackson Hollywood Tonight című számának videóklipjében.
Fontosabb filmes szerepei a StreetDance 2. Évája, a Monsters – Sötét kontinens Arája és a Kingsman: A titkos szolgálat gyilkosnője, Gazelle. 2016-ban játszott a Star Trek: Mindenen túlban, de  2017-ben a A múmia címszerepe hozta meg számára a hírnevet világszerte.
Példaképeinek Fred Astaire-t, Jean-Michel Basquiatot, Daniel Day-Lewist és Bob Fosset tartja.

## Filmográfia

### Filmek
| Év   | Magyar cím                           | Eredeti cím                            | Szerep                    | Magyar hang        |
| ---- | ------------------------------------ | -------------------------------------- | ------------------------- | ------------------ |
| 2002 |                                      | Dance Challenge                        |                           |                    |
| 2005 |                                      | Permis D'Aimer                         | Lila                      |                    |
| 2006 |                                      | Azur et Asmar                          | La Fée des elfes (hangja) |                    |
| 2006 | Megatánc                             | Megadance                              |                           |                    |
| 2007 |                                      | Supermodelo                            |                           |                    |
| 2007 |                                      | The Confessions Tour: Live from London | táncos                    |                    |
| 2012 | StreetDance 2.                       | StreetDance 2                          | Eva                       | Bogdányi Titanilla |
| 2014 | Monsters – Sötét kontinens           | Monsters: Dark Continent               | Ara                       |                    |
| 2015 | Kingsman: A titkos szolgálat         | Kingsman: The Secret Service           | Gazelle                   | Bogdányi Titanilla |
| 2016 | Star Trek: Mindenen túl              | Star Trek Beyond                       | Jaylah                    | Bogdányi Titanilla |
| 2016 | Sivatagi tigris                      | Tiger Raid                             | Shadha                    |                    |
| 2016 |                                      | Jet Trash                              | Vix                       |                    |
| 2017 | A múmia                              | The Mummy                              | Ahmanet hercegnő / Múmia  | Pálmai Anna        |
| 2017 | Atomszőke                            | Atomic Blonde                          | Delphine Lasalle          | Pálmai Anna        |
| 2017 | Kingsman: Az aranykör                | Kingsman: The Golden Circle            | Gazelle (archív felvétel) | Bogdányi Titanilla |
| 2018 | Hotel Artemis – A bűn szállodája     | Hotel Artemis                          | Nice                      | Bogdányi Titanilla |
| 2018 | Eksztázis                            | Climax                                 | Selva                     |                    |
| 2019 |                                      | Love, Antosha (dokumentumfilm)         | Önmaga                    |                    |
| 2021 |                                      | Prisoners of the Ghostland             | Bernice                   |                    |
| 2021 |                                      | Settlers                               | Ilsa                      |                    |
| 2023 | Rebel Moon – 1. rész: A tűz gyermeke | Rebel Moon – Part One: A Child of Fire | Kora                      | Pálmai Anna        |
| 2024 | Argylle: A szuperkém                 | Argylle                                | Saba Al-Badr              | Bogdányi Titanilla |
| 2024 | Rebel Moon – 2. rész: A sebejtő      | Rebel Moon – Part Two: The Scargiver   | Kora                      | Pálmai Anna        |
| 2024 | Ölj meg, ha tudsz!                   | The Killer's Game                      | Maize                     | Bogdányi Titanilla |

### Televíziós sorozatok
| Év   | Magyar cím                        | Eredeti cím                                 | Szerep             | Megjegyzés                                |
| ---- | --------------------------------- | ------------------------------------------- | ------------------ | ----------------------------------------- |
| 2004 |                                   | Les Cordier, juge et flic                   | Maya               | 1 epizód                                  |
| 2010 | Dancing with the Stars            | Dancing with the Stars                      |                    | 1 epizód                                  |
| 2018 | Fahrenheit 451                    | Fahrenheit 451                              | Clarisse McClellan | - tévéfilm - magyar hangja Pálmai Anna    |
| 2019 | Modern szerelem                   | Modern Love                                 | Yasmine            | 2 epizód                                  |
| 2022 | Guillermo del Toro: Rémségek tára | Guillermo del Toro's Cabinet of Curiosities | Dr. Zahra          | - 1 epizód - magyar hangja Huszárik Kata  |
| 2022 | Engedetlen hősök                  | SAS: Rogue Heroes                           | Eve Mansour        | - minisorozat - magyar hangja Gubik Petra |

## Videóklip-megjelenései
- Cesária Évora – "Nutridinha" (2001)[25]
- Jamiroquai – "Little L" (2001)[25]
- Matt Pokora – "Showbiz (The Battle)" (2004)[forrás?]
- BodyRockers – "I Like the Way (You Move)" (2005)[25]
- Axwell – "Feel the Vibe ('Til the Morning Comes)" (2005)[25]
- Madonna – "Hung Up" (2005)[25]
- Madonna – "Sorry" (2006)[25]
- Rihanna – "SOS (Nike Version)" (2006)
- Chris Brown – "Wall to Wall" (2007)[25]
- Matt Pokora – "Dangerous" (2008)
- Madonna – "Celebration" (2009)
- Usher – "Hey Daddy (Daddy's Home)" (2009)
- Beat Freaks/Geminiz – "Jump II" (2010)[forrás?]
- Ne-Yo – "Beautiful Monster" (2010)[forrás?]
- Ne-Yo – "Champagne Life" (2010)[forrás?]
- Michael Jackson – "Hollywood Tonight" (2011)[12]
- Take That – "Get Ready For It" (2015)[26]